# WebRTC
WebRTC (англ. real-time communications — комунікація в реальному часі) — інтернет-протокол із відкритим кодом, призначений для організації голосового та відеозв'язку через інтернет у режимі реального часу.
Його включення до World Wide Web Consortium (W3C) підтримується Google, Mozilla та Opera.
WebRTC розповсюджується за ліцензією BSD-3, а вихідний код засновується на продукті від Global IP Solution, яка була придбана компанією Google у травні 2010.

## Технологія
У WebRTC використовуються два аудіокодеки, створених у GIPS, а також відеоформат VP8 (WebM). На відміну від широко розповсюдженого пропрієтарного стандарту H.264, вихідний код VP8 відкритий.

## Інтеграція у браузери
- Google Chrome: інтегровано WebRTC Peer Connection та getUserMedia() в каналі розробників у січні 2012, включено в стабільну версію 20 у червні 2012.
- Mozilla Firefox: Mozilla включила попередню реалізацію getUserMedia() API у версію 18 у січні 2013 (зазвичай можливість відключена).